# 퀘벡 모스크 총기 난사 사건
2017년 1월 29일 캐나다 퀘벡주 퀘벡 시 생트푸아에 있는 퀘벡 이슬람 문화 센터에서 총기 난사가 발생하였다. 저녁 예배가 거의 끝나가는 시점인 7시 55분경 발생하였으며, 6명이 사망하고 17명이 부상당했다. 범인은 반이민 성향을 가졌고 도널드 트럼프와 장 마리 르펜을 지지하는 극우주의자로 알려졌다.

## 같이 보기
- 2014년 오타와 총격 사건
- 크라이스트처치 모스크 총기 난사 사건
- 찰스턴 교회 총기 난사 사건
- 2017년 이스탄불 나이트클럽 테러